# Helmut Siebert
Helmut Siebert (* 17. März 1942) ist ein ehemaliger deutscher Fußballspieler, der als Spieler von TSG Ulm 1846, VfB Stuttgart und dem Freiburger FC in den Jahren 1962 bis 1972 in der Oberliga Süd, Regionalliga Süd und der Fußball-Bundesliga aktiv war.

## Laufbahn

### Ulm und Stuttgart, bis 1966
Mit 20 Jahren, 1962, unterschrieb der vorherige Amateurfußballer und gelernte Buchdrucker des ASV Pegnitz beim Aufsteiger in die Oberliga Süd, Ulm 1846, einen Vertrag und wechselte von Oberfranken zum Vizemeister der 2. Liga Süd. Ulm hatte dem Pegnitzer eine Arbeitsstelle als Drucker bei der Donauzeitung besorgt. Das Stürmertalent bestritt alle 30 Verbandsspiele in der letzten Oberligasaison 1962/63 und erzielte für die Mannschaft von Trainer Fred Hoffmann ausgezeichnete 22 Tore. Ulm kam auf den achten Rang im Süden und in der Torschützenliste standen vor dem Ex-Pegnitzer nur Rudi Brunnenmeier und Kurt Haseneder mit jeweils 24 Treffern. An der Seite von Torhüter Wolfgang Fahrian und den Angriffskollegen Erwin Hoffmann, Dieter Praxl, Manfred Ruoff und Helmut Stocker hatte er sich auf Anhieb in der höchsten Klasse im Süden zurechtgefunden. Seine vier Tore beim 6:1-Heimerfolg am 9. September 1962 gegen den FC Bayern München mit deren Stars Karl Borutta, Herbert Erhardt, Willi Giesemann, Peter Grosser und Rainer Ohlhauser war einer der besonderen Momente in seiner Laufbahn. Durch die Klassenneueinteilung zur Runde 1963/64 spielte Helmut Siebert in dieser Saison mit Ulm in der Regionalliga Süd. Ulm belegte den achten Rang und der zumeist am rechten Flügel spielende Stürmer absolvierte 37 Spiele und schoss 18 Tore. Siebert spielte zu dieser Zeit auch in der Bundeswehrauswahl und trat mit der Auswahl unter Betreuer Werner Liebrich 1964 auch beim Endturnier der Militär-Weltmeisterschaft in der Türkei an. Deutschland belegte den 3. Rang und Siebert nahm unvergessliche Eindrücke mit in die Heimat. Zur Runde 1964/65 nahm er ein Angebot des Bundesligisten VfB Stuttgart an und wechselte in die Schwaben-Metropole.
Trainer Kurt Baluses brachte den Neuzugang aus Ulm sogleich im Startspiel am 22. August 1964 beim Hamburger SV zum Einsatz. Dem Rechtsaußen glückte in der 9. Minute die 1:0-Führung für Stuttgart. Das Spiel endete 2:2-Unentschieden. Im weiteren Verlauf der Runde konnte sich Siebert aber nicht gegen die Konkurrenz durch Erwin Waldner, Rolf Geiger, Dieter Höller, Hartmut Weiß und Helmut Huttary behaupten und kam nur noch zu sechs weiteren Spielen. Im Messe-Cup kam er gegen Odense BK und Dunfermline zu zwei zusätzlichen Einsätzen. In seinem zweiten Jahr beim VfB wurde es unter Trainer Rudi Gutendorf nicht besser – die Sturmspitzen waren zumeist Erwin Waldner, Hans-Otto Peters und Manfred Reiner – und für Siebert kamen nur noch drei weitere Einsätze hinzu. Das letzte Bundesligaspiel bestritt er am 28. Mai 1966 beim 4:1-Heimsieg gegen den 1. FC Kaiserslautern. In der 13. Minute brachte er Stuttgart mit 2:1 in Führung. Der VfB-Angriff war mit Siebert, Waldner, Peters, Huttary und Reiner besetzt. Da er für den VfB Stuttgart von 1964 bis 1966 lediglich zehn Spiele mit drei Treffern bestritten hatte, unterschrieb Siebert zur Runde 1966/67 beim Freiburger FC in der Regionalliga Süd einen neuen Vertrag.

### Freiburger FC, 1966–1972
Als Rückkehrer kam 1966 in das Möslestadion auch noch Karl-Heinz Bente und aus der eigenen Jugend Fritz Treuheit zur Vertragsspielerelf von Trainer Fred Hoffmann. Siebert absolvierte 31 Spiele und erzielte neun Tore und der FFC belegte den siebten Rang. Im dritten Jahr im Breisgau – 1968/69 – konnte Helmut Siebert mit Freiburg die Vizemeisterschaft hinter dem Karlsruher SC erreichen und zog damit in die Bundesligaaufstiegsrunde ein. Darin bestritt er alle acht Spiele und zeichnete sich insbesondere durch seine zwei Treffer beim 3:1-Heimerfolg am 1. Juni 1969 gegen Rot-Weiß Oberhausen und den 2:1-Siegtreffer am 4. Juni beim VfB Lübeck aus. Punktgleich mit RWO scheiterte die Mannschaft von Trainer Bernd Oles wegen des schlechteren Torverhältnisses am Bundesligaaufstieg. Bis 1972 bestritt Helmut Siebert für den FFC 177 Regionalligaspiele und erzielte dabei 55 Tore. Nach dem sechsten Rang mit Trainer Hans Wendlandt im Jahre 1972 beendete er seine Tätigkeit in Freiburg und ging in die 1. Amateurliga Bayern zurück. Er spielte ab der Serie 1972/73 beim FV Würzburg 04 und bestritt mit 36 Jahren am 18. Dezember 1977 beim 3:2-Heimsieg gegen Wormatia Worms noch ein Spiel in der 2. Bundesliga Süd. Der Oberfranke beendete in Unterfranken seine Laufbahn.
Von Dezember 1978 bis 30. Juni 1979 betreute er als Cheftrainer und vom 5. Februar 1980 bis 26. März 1980 als Interimstrainer den Zweitligisten FV 04 Würzburg.